# Чемпионат мира по современному пятиборью среди женщин 1988
VIII Чемпионат мира по современному пятиборью среди женщин проводился в столице  Польша городе Варшава с 3 по 7 августа 1988 года.
Чемпионат мира среди мужчин в 1988 году не проводился. Это связано с тем, что у мужчин-пятиборцев главный старт приходился на Олимпийские игры в Сеуле (Южная Корея).
Нынешний чемпионат стал самым представительным из всех предыдущих. Пробный состоялся в 1980 году в Сан-Антонио. А затем путь амазонок пролег через Лондон (Англия, 1981), Компьен (Франция, 1982), Гётеборг (Швеция, 1983), Хортсхольн (Дания, 1983), Монреаль (Канада, 1984), Монтекатини (Италия, 1986), Бенсхейм (ФРГ, 1987). 
Участники: На старт вышли 56 спортсменок из 22 стран мира, в том числе Франции, ФРГ, США, Швеции, Венгрии, Чехословакии, Гватемалы.  

## Команда СССР
Сборная СССР приехала в таком составе: двукратная чемпионка мира Ирина Киселева, чемпионки мира 1987 года (командное первенство) Жанна Горленко и Инна Шуховцова, (запасная Екатерина Болдина, чемпионка СССР 1988 года). Старший тренер сборной СССР - Киселев Владимир Петрович.

## Верховая езда. Конкур
Первой в конкуре стартовала 22-летняя польская спортсменка Ивона Домбровска. Сразу после старта лошадь по кличке Бирма чуть не сбросила спортсменку на землю , но маленькой белокурой Ивоне удалось удержаться в седле и успокоить лошадь. В итоге  она показала 14 результат 1070 очков. Победила же в конкуре 22-летняя парижанка Натали Хугеншмитт на Азъяте (1.36,18) - 1100 очков. Трудно пришлось Ирине Киселевой. Она стартовала во втором гите. К этому времени пошёл дождь, грунт намок. Тем не мении Ирина не совершила ни одной ошибки, получив штраф лишь за просроченные секунды.  Её результат 1082 очка. Отлично прошла маршрут Инна Шухавцова, набрав максимальную сумму - 1100 очков. Но увы, факт остается фактом: команда, на которую возлагались большие надежды, уже эти надежды не оправдает, как бы хорошо ни выступали спортсменки в оставшихся видах. Сборная СССР лишь на 14 месте.
- Драма на конкуре.

Что же произошло? Во время выступления в конкуре упала Жанна Горленко. По жребию ей достался норовистый конь - Багмач. Встав после падения Жанна попыталась накинуть уздечку, но не смогла. И тут, перепрыгнув через барьер, ей на помощь бросился тренер Николай Рогов и помог Жанне сесть в седло. Казалось бы, можно продолжить выступление, но судьи дисквалифицировали Горленко. По международным правилам тренер не имеет права помогать спортсменкам в случае падения. Виноват ли Рогов, который должен бы знать правила, виноваты ли судьи, которые имели право помочь Жанне, но не сделали этого? К сожалению поправить ничего уже нельзя.
Конкур. Личные.
1. Н. Хугеншмитт (Франция) 1100
2. Е. Фъеллеруп (Дания)    1100
3. С. Крапф (ФРГ)          1100
4. И. Шухавцова (СССР)     1100
5. И. Киселева (СССР)      1082
6. А. Сулима (Польша)      1070

54. Ж. Горленко (СССР)      0
Командные.
1. Франция 3240
2. Польша  3210
3. Австрия 3174

14. СССР   2182

## Фехтование
4 августа 1988 года. Спорткомплекс "Варшавянка".
Десять часов длился фехтовальный марафон. Главные роли исполняли в нём Софи Морэссе, Уэнди Норман, Дорота Идзи, Эмануэлла Габелла, Ирина Киселева. Спокойно, педантично, эдак высокомерно фехтует Ирина Киселева. Но и результативно! Лидировала двенадцать туров. Исход фехтования решал поединок польских и венгерских спортсменок, который состоялся уже под занавес. Дорота Идзи выигрывает два боя и становится первой.
Личные.
1. Д. Идзи (Польша)-1040.
2. И. Киселева (СССР)-1000.
3. С. Морэссе (Франция)-1000.
4. У. Норман (Англия)-980.
5. К. Даниэльсон (Швеция)-980.

25. Ж. Горленко (СССР)-800.

37. И. Шуховцова (СССР)-720.
Командные.
1. Франция - 2700.
2. Англия  - 2680.
3. Польша  - 2680.

10. СССР   - 2520.
После двух дней.
Личные.
1. Д. Идзи - 2110.
2. И. Киселева -2082.
3. С. Морэссе -2070.
4. С. Крапф -2060.
5. У. Норман -2050.
6. С. Делемер -2030.

26. И. Шуховцова -1820.

56. Ж. Горленко -800.
Командные.
1. Франция -5940.
2. Польша -5890.
3. Италия -5816.
4. Англия -5659.
5. Дания -5550.
6. КНР -5480.

14. СССР -4702

## Плавание
5 августа. Бассейн спорткомплекса "Варшавянка".
Чемпионат мира вызывает огромный интерес. Подогрел его и бесплатный вход на трибуны. Собралось много зрителей. Спортсменки сменили мушкетерский наряд на русалочьи костюмы и продолжают борьбу за награды чемпионата. Пока дела складываются не лучшим образом для советской команды - неудача в конкуре Жанны Горленко повлияла на всех. Ирина Киселева показала лишь 29-й результат - 2.31,47 и опустилась на третье место. Жанна Горленко проплыла за 2.33,6, Инна Шуховцова 2.28,7. Команда заняла шестое место в этом виде пятиборья.
Личные результаты.
1. А. Тулок (Венгрия)- 1196 (2.15,7).
2. И. Ковач (Венгрия)- 1196 (2.15,8).
3. Д. Идзи (Польша) - 1188 (2.16,9).

21. И. Шуховцова (СССР) -1092.
29. И. Киселева (СССР) - 1072.
33. Ж. Горленко (СССР) -1052.
Командные результаты.
1. Венгрия -3552.
2. Польша -3420.
3. США -3380.
6. СССР -3216.

## Стрельба
Стрельба, как и фехтование и конкур, - таинство. Никто заранее не знает, чем может все закончится, но каждый, разумеется надеется на лучшее. Стрельба внесла решающие коррективы. Киселева выполнила упражнение поистене блистательно. Она дрогнула лишь однажды - во второй серии - 46. Остальные были - 50, 50, 49 и в итоге 195. Это принесло ей 1022 очка и позволило Ирине подняться на вторую позицию, вплотную приблизиться к лидеру - польской спортсменке Д. Идзи, которая показала 189 (890 очков). У Дороты перед бегом 4188 очков, у Киселевой - 4176. Остальные советские спортсменки показали не очень высокие результаты: Горленко выбила 188 (868 очков) и совсем низкий результат у Шуховцовой 182 (692 очка).

## Бег
7 августа. Стадион академии физвоспитания.
Воскресенья ждали с нетерпением, ибо в этот день решался главный вопрос: кто станет чемпионкой мира в личном первенстве? Сборная Польши практически обеспечила себе первое место в командном зачете, предоставив остальным командам бороться только за серебро и бронзу.
Киселева проигрывала Идзи всего 12 очков. Это означало, что Ирина должна была пробежать на три секунды быстрее. За последние три года Идзи ни разу не выигрывала кросс у Киселевой. Но сегодня она стартовала за Киселевой и могла корректировать свой бег на дистанции. Итак старт. Киселева начинает бег. Всегда внешне спокойная и сдержанная, Ирина не может скрыть волнения. Через минуту стартует Идзи. Она бежит легко, ибо, как сама потом скажет, после первых же пятисот метров почувствует уверенность в своих силах и поймет, что будет чемпионкой. Финиширует Идзи, показав 7.16,10 она выигрывает у Киселевой 9 секунд и становиться чемпионкой мира. Время Делемер -7.15,8. Победу в кроссе одержала Анна Сулима - 6.49,3, на втором месте Норман с результатом 6.50,3, на третьем Горленко -6.54,4. У Шуховцовой тринадцатое место -7.19,0.
Легкоатлетический кросс. Личные.
1. А. Сулима (Польша) - 6.49,3 (1255 очков).
2. У. Норман (Англия) - 6.50,3 (1250).
3. Ж. Горленко (СССР) - 6.54,4 (1230).
4. П. Сварре (Дания) -  6.59,0 (1205).
5. С. Кокс (Англия) -   7.03,1 (1185).
6. Л. Болл (Англия) -   7.03,5 (1185).
13. И. Шуховцова (СССР) - 7.19,0 (1105).
18. И. Киселева (СССР) -  7.23,3 (1075).
Командные.
1. Англия -3620.
2. Польша -3465.
3. СССР -3410.
Итак, чемпионка мира - 22-летняя выпускница Познанского института физикультуры Дорота Идзи.
Дорота Идзи была чемпионкой мира в команде в Монреале (Канада, 1985 год), бронзовым призёром в команде в Бенсхейме (ФРГ, 1987 год), так что эта её личная победа - первая. Ирина Киселева завоевала серебряную медаль, Каролин Делемер бронзу. В командном первенстве места распределились так: Польша, Италия, Франция, советская команда заняла только десятое место.

## Результаты
| Дисциплина           | Золото                                                | Серебро                                          | Бронза                                                   |
| Индивидуальный зачет | Польша · Дорота Идзи                                  | СССР · Ирина Киселева                            | Франция · Каролин Делемер                                |
| Командный зачет      | Польша · Дорота Идзи · Анна Сулима · Ивона Домбровска | Италия · B. Boccolari · F. Foghetti · Z. Gabella | Франция · Каролин Делемер · Софи Морессе · Н. Хугеншмитт |

## Распределение наград
| Место | Страна  | Золото | Серебро | Бронза | Всего |
| ----- | ------- | ------ | ------- | ------ | ----- |
| 1     | Польша  | 2      | 0       | 0      | 2     |
| 2     | Франция | 0      | 0       | 2      | 2     |
| 3     | СССР    | 0      | 1       | 0      | 1     |
| 4     | Италия  | 0      | 1       | 0      | 1     |
| Всего | Всего   | 2      | 2       | 2      | 6     |

### Индивидуальный зачёт
| 1  | Д. Идзи      | Польша  | 5308 |
| 2  | И. Киселева  | СССР    | 5251 |
| 3  | К. Делемер   | Франция | 5209 |
| 4  | С. Крапф     | ФРГ     | 5127 |
| 5  | А. Сулима    | Польша  | 5123 |
| 6  | Е. Фьеллеруп | Дания   | 5082 |
| 25 | И. Шухавцова | СССР    | 4709 |
| 50 | Ж. Горленко  | СССР    | 3950 |

### Командный зачёт
| 1  | Польша         | 15423 |
| 2  | Италия         | 14681 |
| 3  | Франция        | 14663 |
| 4  | ФРГ            | 14468 |
| 5  | Дания          | 14438 |
| 6  | Великобритания | 14393 |
| 10 | СССР           | 13910 |